# La Revue blanche
La Revue blanche – grupa literacka oraz reprezentujący ją dwumiesięcznik literacko-artystyczny założony w Liège w 1889 roku. Redakcja pisma została przeniesiona w 1891 roku do Paryża. Wydawane było tam do 1903 roku.

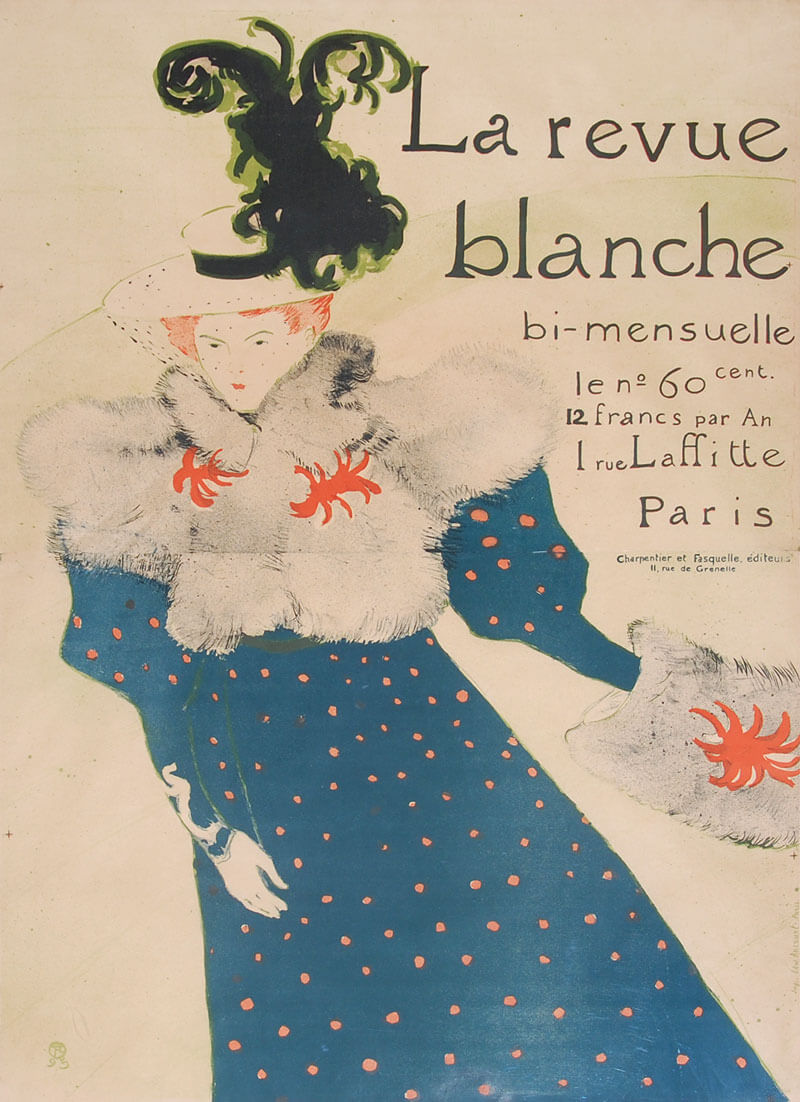
Plakat „La Revue blanche” (1895; projekt: Henri de Toulouse-Lautrec)

Czasopismo zostało założone przez braci Aleksandra, Tadeusza i Ludwika-Alfreda Natansonów, synów zamieszkałego w Paryżu bankiera polskiego pochodzenia i kolekcjonera malarstwa Adama Natansona.
La Revue blanche była pierwszą grupą literacką, która zaprosiła do współpracy artystów plastyków. Pismo miało się stać konkurencją dla „Mercure de France”.
W redakcji współpracowali Félix Fénéon, Lucien Muhlfeld i Léon Blum. Małżonka Tadeusza Natansona, Misia Godebska była modelką, której sylwetka ukazała się na części okładek periodyku.
La Revue blanche wystąpiła 1898 roku w obronie kapitana Alfreda Dreyfusa. W 1901 roku opublikowała pierwszy artykuł we Francji o „błękitnym okresie” w malarstwie Picassa.

## Autorzy

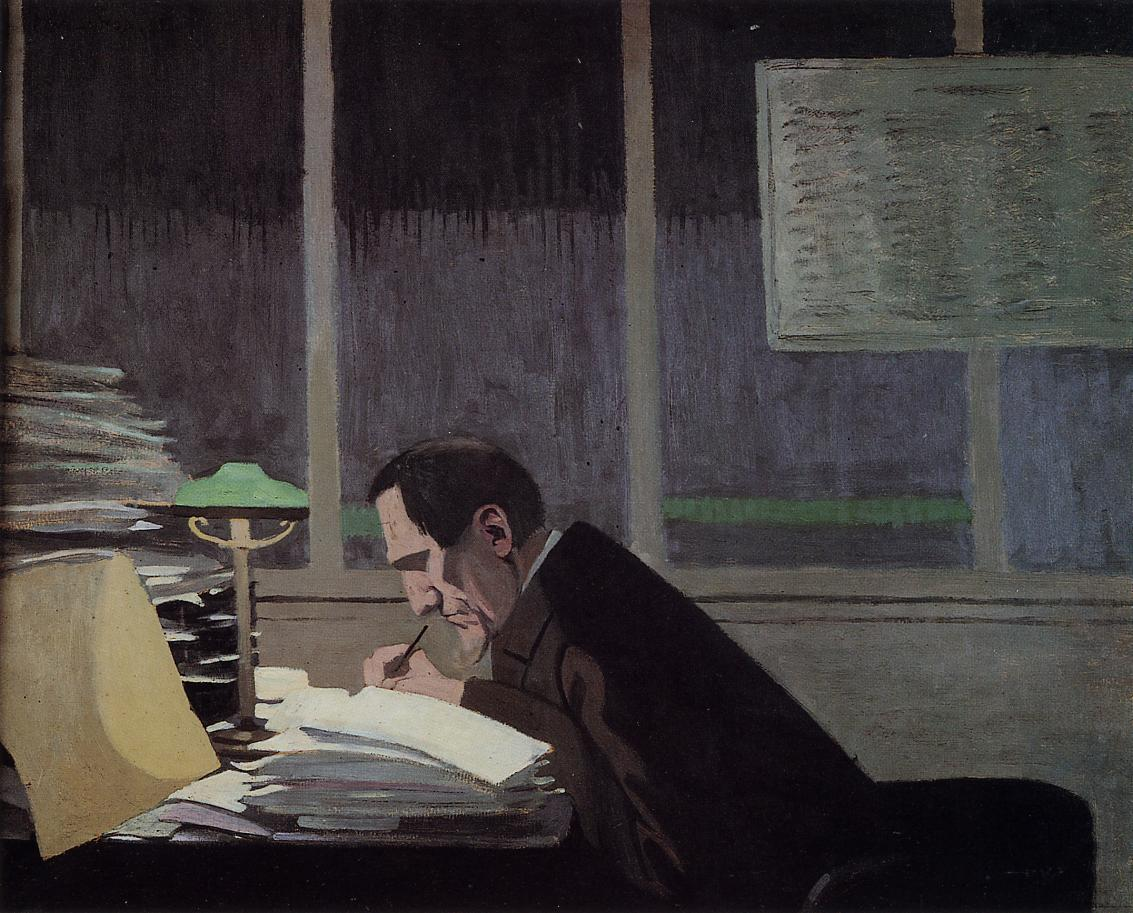
Vallotton: Félix Fénéon redagujący „La Revue blanche”

- Alfred Jarry
- Claude Debussy
- Émile Pouget
- Henri de Toulouse-Lautrec
- Léon Blum
- Marcel Proust
- Misia Sert
- Octave Mirbeau
- Paul Verlaine